# Réalisme sale

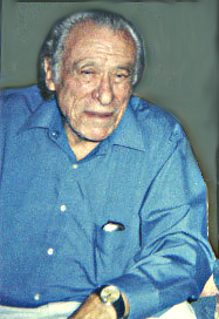
Charles Bukowski.

Le réalisme sale (de l'anglais : dirty realism) représente un mouvement littéraire américain qui émergea dans les années 1970-1980, dont le terme fut lancé dans le numéro 8 de l'été 1983 du magazine littéraire Granta par Bill Buford, alors rédacteur en chef, pour définir ce mouvement.
Les écrivains décrits comme « réalistes sales » (de l'anglais : dirty realists) dépeindraient avec somme de détails les plus sordides ou les plus quelconques aspects de la vie ordinaire en utilisant un langage simple et sans ornement.

## Origine du terme et définition
Stuart Evers, du Guardian, définit le mouvement ainsi : « Les réalistes sales, un groupe d'écrivains qui émergea dans les années 1970 et 1980, s'intéressèrent aux dépossédés, à l'autre Amérique, celle des marginaux et des caravanes. Le ton était principalement minimaliste ; simple à l'impossible. » Michael Hemmingson (en), qui explique que Raymond Carver et Charles Bukowski seraient à l'origine du mouvement, définit ce terme, selon lui apparu dans les années 1980, comme dérivant du minimalisme, du décharnement de la fiction jusqu'à n'en utiliser que les mots les plus nécessaires pour se concentrer sur les objets ; les protagonistes sont des plus ordinaires, la classe ouvrière, les chômeurs.
Le terme fut utilisé pour la première page de l'édition d'été de 1983 du magazine Granta, dans lequel Buford écrivit une introduction explicative:
« Dirty realism is the fiction of a new generation of American authors. They write about the belly-side of contemporary life – a deserted husband, an unwed mother, a car thief, a pickpocket, a drug addict – but they write about it with a disturbing detachment, at times verging on comedy. Understated, ironic, sometimes savage, but insistently compassionate, these stories constitute a new voice in fiction. »
— Bill Buford, Magazine Granta

« Le réalisme sale est la fiction d'une nouvelle génération d'auteurs américains. Ils écrivent sur le côté cru de la vie contemporaine - un mari qui a abandonné sa femme, une mère célibataire, un voleur de voiture, un pickpocket, un toxicomane - mais ils écrivent sur cela avec un détachement perturbant, parfois versant même dans la comédie. Raffiné, ironique, parfois sauvage, mais toujours compatissant, ces histoires constituent une nouvelle voie dans la fiction. »
— Magazine Granta
Le réalisme sale constitue une variante de la littérature minimaliste caractérisée par une économie des mots et sur le fait de se contenter de décrire l'aspect superficiel des choses. Les auteurs qui évoluent dans ce genre tendent à éviter les adverbes et les adjectifs et préfèrent laisser le contexte dicter le sens recherché. Les personnages des fictions du réalisme sale sont reconnaissables à leurs occupations quelconques et leur manque d'ambitions et de moyens, dans la lignée des deux principales influences de ce mouvement, O. Henry et J. D. Salinger :
« Coliseum Street. It is 2003, and 11 o'clock on a warm January night. We are only steps from our door, just in a cone of street light when a boy hops out of a car and says he will definitely kill us if we don't hand it over right away. He has a little silver pistole to persuade us. Let's say he'r 16. »
— Richard Ford, A City Beyond the Reach of Empathy

« Coliseum Street. C'est 2003, et 11 heures une chaude nuit de janvier. Nous ne sommes qu'à quelques pas de notre porte, dans un rai de lumière, quand un garçon saute d'une voiture et dit qu'il va sans aucun doute nous tuer si nous ne dégageons pas immédiatement. Il a un petit pistolet d'argent pour nous persuader. Il doit avoir 16 ans. »
— A City Beyond the Reach of Empathy
L'auteur ne décrit pas le décor mais on sait qu'il est tard et qu'il fait chaud, donc on peut imaginer de quoi il aurait l'air. Il ne décrit pas le garçon, mais on peut imaginer comment il pourrait être.
Autre exemple :
« I have a picture of my parents on V-J Day, in city park, holding a baby, staring at the camera and the sun. They are all dressed up and happy. The baby is me. So, I wonder, how is that park faring tonight. »
— Richard Ford, A City Beyond the Reach of Empathy

« J'ai une photo de mes parents lors d'un V-J day, dans un parc, qui tiennent un bébé dans leurs bras, regardent l'appareil photo face au soleil. Ils sont bien habillés et heureux. Le bébé, c'est moi. Alors, je me demande comment serait ce parc, ce soir. »
— A City Beyond the Reach of Empathy
Il décrit la scène de façon tellement détachée qu'il laisse le lecteur imaginer tout le reste : à quoi ressemble le parc, qui sont ses parents et à quoi ressemblent-ils ? À quoi ressemble le narrateur ? Tout ceci est laissé au loisir du lecteur.

## Écrivains du mouvement et extension

### Premiers écrivains
Après la catégorisation de Buford, la définition s'étendit jusqu'à inclure, selon Michael Hemmingson (en) et le « parrain » du mouvement Charles Bukowski, les auteurs qui apparurent dans Granta 8, comme Raymond Carver, Tobias Wolff, Richard Ford, Bobbie Ann Mason (en), Frederick Barthelme (en) et Jayne Anne Phillips. Ces auteurs ne se sont que rarement associés ou même accepté le terme de Dirty realism, malgré le rapprochement et l'affinité entre ses auteurs. Richard Ford déclara d'ailleurs plus tard (en 2007) que le terme n'était qu'un formidable stratagème de marketing.
Sont aussi des représentants de ce mouvement des auteurs comme Larry Brown, John Fante, Cormac McCarthy, Chuck Palahniuk ou encore Mark SaFranko.

### Lesdirty realistssud-américains
Plus tard, le mouvement s'étendit en Amérique latine, où apparut une variante dite « tropicale » appelée realismo sucio grâce aux auteurs cubains Pedro Juan Gutiérrez et Fernando Velázquez Medina (es). Le réalisme sale tropical fit suite aux années 1980 qui virent une plus grande ouverture de la littérature cubaine. Ce processus continua et se consolida dans les années 1990, époque à laquelle apparurent de nouvelles armes tels que la fureur, le pessimisme, l'ironie et l'humour noir. Le sentiment généralisé que le rêve révolutionnaire s'évanouissait définitivement fit que surgirent, depuis les ruines de ce rêve, des auteurs comme Pedro Juan Gutiérrez (Trilogía sucia de la Habana) et Fernando Velázquez Medina (Última rumba en La Habana), désireux de laisser un témoignage de ce sentiment en inaugurant un nouveau genre.
Ils furent ensuite suivis par l'équatorien Pablo Palacio (es) et le vénézuélien Argenis Rodríguez (1935-2002).
L'Espagne compte également quelques représentants : Karmelo C. Iribarren (es) et Roger Wolfe (es) (anglais, mais résidant en Espagne), en castillan, ainsi que Iban Zaldua et Harkaitz Cano en basque.